# Batalla de Sanrizuka
La batalla de Sanrizuka (三里塚闘争, Sanrizuka tōsō) fou un conflicte social que involucrà el govern del Japó i la comunitat agrícola de Sanrizuka, consistent en l'oposició organitzada per part de ramaders, agricultors, estudiants i militants comunistes a la construcció de l'Aeroport Internacional de Narita. La lluita va sorgir de la decisió del govern de construir l'aeroport de Sanrizuka sense el consentiment dels residents de la zona i sota la bandera del progrés passant per sobre de criteris qualitatius com el benestar de la població.
La lluita va ser liderada per la Lliga Unida d'Oposició Sanrizuka-Shibayama contra la construcció de l'aeroport de Narita (三里塚芝山連合空港反対同盟, Sanrizuka-Shibayama Rengo Kūkō Hantai Dōmei), encapçalada pel Partit Comunista Japonès i el Partit Socialdemòcrata. El grup es va radicalitzar i la lluita es va traduir en importants demores en l'obertura de l'aeroport, més de 3.300 detencions i algunes morts.
En el seu moment àlgid, l'oposició va mobilitzar fins a 17.500 persones en una concentració, així com milers de policies antidisturbis en contra.
L'aeroport, que havia de construir-se en uns pocs anys, va acabar trigant més d’una dècada a inaugurar-se. Però el moviment de protesta va seguir actiu combatent les successives ampliacions de les instal·lacions, produint-se més de 500 atacs des de 1978 (any de la seva inauguració) fins al 2017, incloent més de vint explosius en empreses contractistes durant la dècada del 1980.

## Història de la regió

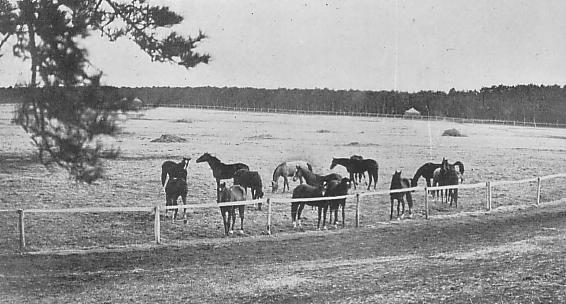
Cavalls a la Granja Goryō el 1930

La regió del nord de la prefectura de Chiba va ser terres de cultiu des de l'any 700, quan l'Emperador del Japó va ordenar-hi crear pastures de cavalls i bestiar. L'altiplà de Shimōsa, que cobreix la major part del nord de la prefectura, s'havia dedicat a l'agricultura durant segles. Els pobles que realitzaven treballs agrícoles a la regió des del període Edo van ser anomenats koson (古村, «vell poble»). La jurisdicció dels magistrats imperials Edo no va arribar a aquests pobles, que van promoure el desafiament a l'autoritat política com a característica de la regió. Les revoltes camperoles, els sindicats agraris i les vagues van prosperar aquí més que a qualsevol altre lloc de la prefectura.
A principis del segle xx, la zona es va convertir en les terres de conreu de la Família Imperial del Japó, conegudes com Granja Goryō (御料牧場, goryou bokujō). Els locals es van familiaritzar amb la família imperial, que sovint venia a visitar els seus estables.
El 1923, 2.000 hectàrees de la Granja Goryō es van vendre, comportant el desenvolupament de petits pobles al llarg dels períodes Meiji i Taishō. Aquesta terra va ser conreada per antics samurais de classe baixa i persones que van perdre els seus mitjans de subsistència a causa de la Restauració Meiji. Algunes no van poder fer front a les dificultats del treball de neteja dels terrenys i van abandonar la zona. Els agricultors que van romandre-hi més tard van guanyar una llarga lluita judicial per aconseguir els seus propis drets sobre la terra dels rics comerciants de Tòquio.
El 1946, després de la Rendició del Japó a la Segona Guerra Mundial, es van tornar a vendre grans extensions de terra de propietat imperial. Els diversos pobles desfavorits que van establir-se en terra van ser anomenats col·lectivament «els nous pobres» (新窮民 shin-kyuumin), realitzant molta feina agrícola dia i nit, vivint en barraques de palla sense electricitat ni aigua corrent. Alguns colons que no van poder suportar la duresa de l'entorn van marxar-ne i els que hi van romandre van poder guanyar-se la vida amb la terra comprada.

## La lluita contra l'aeroport

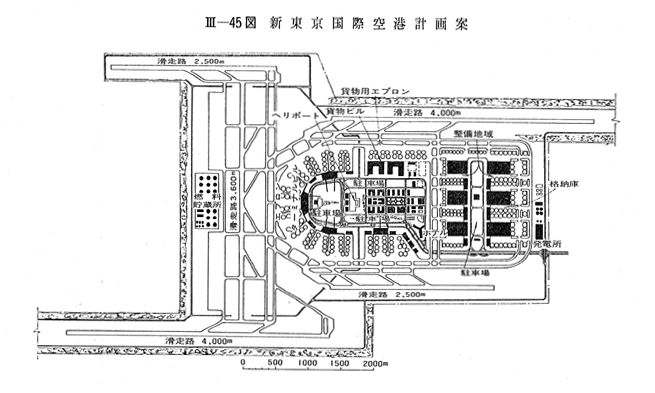
Plànol de l'aeroport internacional de Tòquio (1964)

Als anys 1960, les demandes aeroportuàries augmentaren amb el dràstic creixement econòmic del Japó. Es preveia que l'Aeroport Internacional de Tòquio arribaria a la seva capacitat màxima el 1970 i es va descartar l'opció d'ampliar-lo. Per contra, el govern de Hayato Ikeda va començar a planificar un segon aeroport internacional el novembre de 1962.
El juny de 1963, el Ministeri de Transports va elaborar plans per al «nou aeroport internacional de Tòquio» amb un abast de 2.300 hectàrees. Les àrees considerades per a l'expropiació foren Tomisato, Yachimata i altres pobles de la prefectura de Chiba i la prefectura d'Ibaraki.
El 1965, el govern d'Eisaku Satō va prendre una decisió provisional per a construir l'aeroport de Tomisato que s'anuncià inesperadament en una roda de premsa. La superfície de l'aeroport prevista equivalia a la meitat de Tomisato i la seva construcció suposava la desaparició de molts pobles agrícoles. A més, com que l'ús de vols comercials en aquell moment encara no era habitual entre la població, la societat considerava que els aeroports eren disrupcions que comportaven contaminació acústica i altres problemes. Els moviments d'oposició ja s'havien format a cadascun dels llocs de construcció potencials, com el sindicat anti-aeroport Tomisato-Yachimata format el 1963. Els agricultors locals van expressar la seva indignació pel caràcter unilateral de la decisió i es van aliar amb els partits polítics de l'oposició. També hi va haver resistència per part dels organismes públics locals que no havien estat informats, fet que va provocar la suspensió temporal de la decisió del gabinet de govern.
El 1966, el moviment opositor va mostrar signes de fortalesa. Tement que la construcció de l'aeroport es veiés aturada, el govern Satō va negociar secretament amb el viceministre de transports, Tokuji Wakasa, l'alcalde de la prefectura de Chiba, Taketo Tomonō, i el vicepresident del Partit Liberal Democràtic, Shōjirō Kawashima. Van decidir reassignar el lloc de construcció a 4 quilòmetres al nord-est, a les terres de propietat estatal de la Granja Goryō, per a minimitzar l'adquisició de terres particulars. També esperaven que davant les empobrides comunitats agrícoles de Sanrizuka, la construcció seria possible sempre que es proporcionés una compensació adequada. No obstant això, el Ministeri de Transports va considerar ideal el pla Tomisato i el pla Sanrizuka com a alternativa. El juny de 1966, després que el govern i la prefectura ja havien acordat el canvi al pla de Sanrizuka, el ministre de Transports va afirmar en roda de premsa que «no hi ha cap altre lloc per a l'aeroport que Tomisato/Yachimata».
Segons les instruccions del ministre de Transports el desembre de 1966, l'objectiu era construir l'aeroport en dues fases i començar a operar la primera meitat a la primavera de 1971, i la resta es completaria a finals de 1973.

## Intensificació de la lluita
Es va produir una oposició gairebé unànime a la regió a la decisió del govern, i el 1966 es va constituir la Unió Mixta Antiaeroport de Sanrizuka-Shibayama. A partir de l'agost de 1966, el sindicat va liderar una campanya per a comprar solars de terreny dins del lloc de construcció designat.
A l'octubre van arribar membres de les corporacions aeroportuàries protegits per aproximadament 1.500 policies antiavalots per a instal·lar màquines pilotadores. L'oposició va intentar bloquejar la carretera amb una asseguda, però sota l'acusació de violacions de les lleis de trànsit van ser reprimits violentament pels antiavalots.
El 1967, el moviment estudiantil japonès emergia i el sindicat esperava cooperar amb l'estudiantat que havia enfrontat la policia antidisturbis en les protestes contra el Tractat de seguretat i cooperació entre els Estats Units i el Japó. Amb el suport de diversos grups d'esquerres, el sindicat va fer assentaments, va confiscar i va destruir equips de topografia dels empleats de les corporacions aeroportuàries, va erigir barricades, va llançar pedres i va assetjar filials aeroportuàries.
A partir del 1968 la lluita contra l'aeroport adoptà un caràcter insurreccional. D'abril a juliol, la corporació aeroportuària va fer una enquesta sobre els béns immobles dels residents que havien acordat cedir les seves terres. Tant els partits d'esquerres com els agricultors s'hi van oposar, provocant danys a cases i camps. S'erigiren torres de fusta fortificades des de les quals muntar guàrdia i combatre la policia, s'edificaren «cabanes de solidaritat» per a allotjar els centenars d'activistes que anaven arribant de tot el Japó i que ja no cabien a les cases dels vilatans. Es feren rases i barricades, es col·locaren tanques i trampes, 11.600 persones participaren en la construcció de búnquers subterranis inspirant-se en les guerrilles vietnamites i d'una xarxa de túnels des dels quals entorpir les tasques de construcció de l'aeroport, i fins i tot s'aixecà un hospital per a tractar els ferits. La policia va intensificar la seva actuació arrestant el líder sindical, Issaku Tomura, i tretze membres més el novembre de 1969 per tallar una carretera i aturar una excavadora.

Mercès a la lluita organitzada, es creia impossible l'adquisició pacífica de terres i la corporació aeroportuària va utilitzar el poder estatal per a expropiar per la força les terres necessàries restants. El 16 de setembre de 1971 es va promulgar la segona subrogació. Tres agents de policia van ser assassinats durant la revolta. Quatre dies després, agents antidisturbis i treballadors de la construcció van arribar al lloc per treure una dona gran, Yone Koizumi, i enderrocar casa seva.

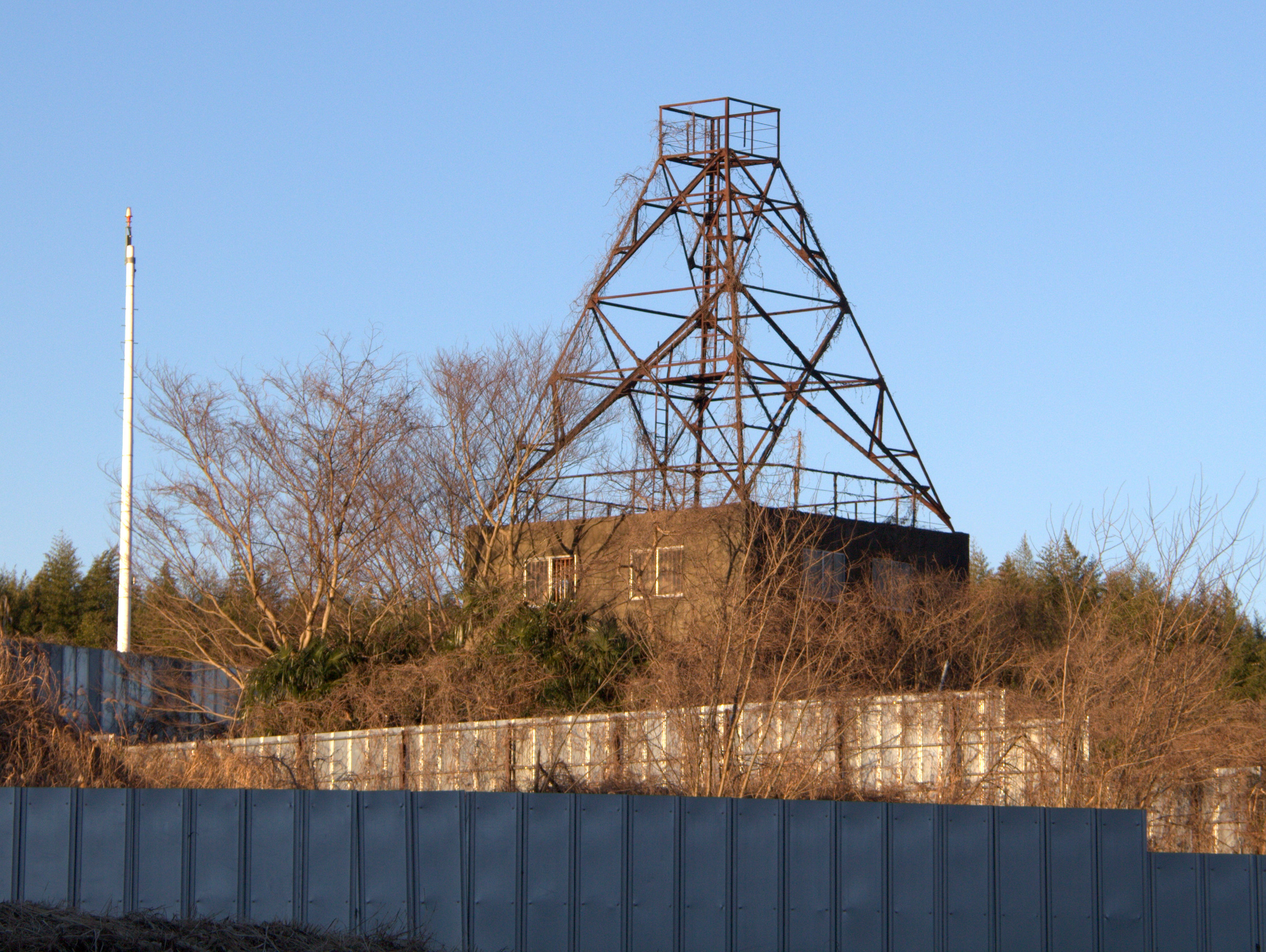
La torre construïda pel moviment d'oposició

L'1 d'octubre de 1971, Fumio Sannomiya, un jove activista, es va suïcidar i va deixar una nota escrita on afirmava: «Detesto els que van portar l'aeroport a aquesta terra» i «he perdut la voluntat de continuar lluitant».
El març de 1972, el sindicat va construir una torre dins de la pista obstaculitzant les proves de vol. L'activitat de l'oposició també va aturar la construcció d'una canonada de combustible per a avions des del port de Chiba. La construcció de les instal·lacions va poder continuar, però l'obertura es va continuar endarrerint. Les imatges dels incidents van aparèixer a la pel·lícula Days of Fury (1979), dirigida per Fred Warshofsky i Vincent Price.

## Obertura de l'aeroport
El gener de 1977, el govern de Takeo Fukuda va proclamar que l'aeroport s'obriria aquell any. El 17 d'abril, l'oposició va mobilitzar 17.500 persones contra l'aeroport en un parc públic de Sanrizuka. El dia 6 de maig, 2.100 policies antiavalots van arrabassar el control de la torre i de la zona circumdant. Els manifestants van ser reprimits i la torre enderrocada. Els enfrontaments entre l'oposició i els antiavalots van continuar i el 8 de maig va esclatar un conflicte a gran escala. Un manifestant va rebre l'impacte al cap d'una bomba lacrimògena, va perdre la consciència i va morir dos dies després. El 9 de maig va morir un oficial de policia.
Mentrestant, es va continuar la primera fase de construcció i es va programar que l’aeroport obrís amb una pista en funcionament el 30 de març de 1978. Això no obstant, el 26 de març diversos grups d'esquerres van atacar l'aeroport, ocupant una torre de control i destruint equips i instal·lacions. Es van fer inevitables més retards i el govern va promulgar noves lleis disciplinàries alhora que augmentava la seguretat dels aeroports.
El 20 de maig, dos mesos després, es va acabar el nou aeroport internacional de Tòquio malgrat l'oposició contínua. En aquest moment, 17 finques agrícoles romanien a l'espai inacabat de la segona fase, de les quals 15 pertanyien al sindicat.
Amb l'obertura de l'aeroport, la màxima del sindicat va passar a ser «Stop a la construcció de la segona fase». Issaku Tomura, un dels líders de la revolta, va morir de malaltia i, combinat amb la realitat de l'aeroport, va fer que molts participants del sindicat es retiressin.
Les autoritats van pensar que era impossible protegir l'aeroport dels atacs de militants, mentre que a l'hora adquirien els terrenys de la segona fase, fet que va menar a negociacions de sota mà entre el govern i alguns membres del sindicat. Tanmateix, les negociacions van fracassar després de filtrar-se als mitjans de comunicació, cosa que va provocar la persecució d'alguns líders sindicals i la dissolució efectiva del sindicat. Les accions destructives contra l’aeroport van continuar per part de grups escindits, amb més de 511 accions de guerrilla entre 1978 i 2017.